# Celia Hodent
Pour l’article homonyme, voir Hodent.
Celia Hodent, née en 1978, est une psychologue française, élaboratrice de jeux vidéo.

## Biographie
Celia Hodent soutient une thèse de doctorat en psychologie cognitive à l'université Paris-5,. 
Elle s'intéresse à la création de jeux vidéo et est consultante en tant que stratégiste en game UX, s'occupant de l'expérience utilisateur. Cela consiste à aider les développeurs à comprendre la psychologie humaine et comment fonctionne le cerveau pour améliorer l'expérience utilisateur dans les jeux.  
Elle commence sa carrière chez Ubisoft Paris, en 2008, puis travaille pour Ubisoft Montréal, au Canada,,. Ensuite, elle rejoint LucasArts pour travailler sur les jeux vidéo Star Wars,,. Elle rejoint Epic Games en 2013,,, où elle travaille sur le jeu Fortnite,, et transmet son savoir en matière d'UX Design aux équipes,,. 
Elle crée une société de conseil et formation en 2017,,.

### Activités associatives
Celia Hodent est intervenante au sein de l'association Women in Games France, association professionnelle œuvrant pour la mixité dans l’industrie du jeu vidéo en France. L'objectif de cette association est de doubler le nombre de femmes et personnes non-binaires dans l’industrie en 10 ans,.

## Publications

### Ouvrages
- The Gamer's Brain: How Neuroscience and UX Can Impact Video Game Design[14]
- The Gamer's Brain a été traduit en français et publié chez Dunod sous le titre Dans le cerveau du Gamer Neurosciences et UX dans la conception de jeux vidéo

### Contributions à des jeux vidéo
- Tom Clancy's Rainbow Six
- Driver
- Assassin's Creed
- Star Wars 1313
- Star Wars: First Assault
- Fortnite
- Watch Dogs